# Patrick Makau Musyoki
Patrick Makau Musyoki (sinh ngày 02 tháng 3 năm 1985 ở Manyanzwani tỉnh Đông) là một vận động viên người Kenya. Anh giữ kỷ lục thế giới không chính thức trong cuộc thi marathon với thời gian 02h 03 phút 38 giây (quảng đường 42,2 km), thiết lập tại Marathon Berlin năm 2011. Anh cũng chiến thắng trong cuộc đua bán Marathon năm 2010 ở Berlin với thời gian 58 phút 52 giây, anh về thứ năm sau người giữ kỷ lục thế giới giữ Zersenay Tadese, Samuel Wanjiru, Matthew Kisorio và Sammy Kitwara.. Anh được quản lý bởi Zane Branson and Derek Froude of Posso Sports. Ông là thành viên của câu lạc bộ thể thao Birchfield Harriers.
Trong cuộc đua marathon năm 2011, vận động viên Gebrselassie cũng tham gia cuộc đua hôm nay và theo sát vận động viên Makau trong 27 km nhưng không thể về đến đích. 